# New Advent
New Advent é um site que oferece versões online de várias obras ligadas à Igreja Católica.

## História
Em 1993, Kevin Knight, então um residente de 26 anos de Denver, Colorado, foi inspirado, durante a visita do Papa João Paulo II àquela cidade para a Jornada Mundial da Juventude, a lançar um projeto para publicar a edição de 1913 da edição de 1907 –1912 da Enciclopédia Católica na Internet. Knight fundou o site New Advent para abrigar o empreendimento. Voluntários dos Estados Unidos, Canadá, França e Brasil ajudaram na transcrição do material original. O site entrou no ar em 1995 e os esforços de transcrição terminaram em 1997.

## Conteúdo
Em junho de 2018, New Advent contém 595 obras, a ver: a Enciclopédia Católica; a Summa Theologica de Tomás de Aquino; 421 traduções em inglês de obras dos Pais da Igreja; uma apresentação em colunas paralelas de toda a Bíblia Septuaginta, a Bíblia Knox, e a Vulgata; e 171 encíclicas papais e outros documentos da Igreja.
Muitos desses documentos são fornecidos com hiperlinks para outros que fornecem mais informações sobre os tópicos abordados.
A página inicial de New Advent fornece links para muitos outros sites que fornecem notícias e comentários de interesse católico.